# Ardisia websteri
Espèce
Statut de conservation UICN

 VU D2 : Vulnérable
Ardisia websteri (parfois orthographié websterii) est une espèce de plantes à fleurs du genre Ardisia de la famille des Primulaceae.